# Stazione meteorologica di Monte Venda
La stazione meteorologica di Monte Venda è stata la stazione meteorologica di riferimento relativa all'omonima località del territorio comunale di Vo'.

## Storia
La stazione meteorologica venne attivata nel 1914 come stazione pluviometrica e nel 1915 come stazione termometrica presso un presidio militare situato sulla vetta del Monte Venda.
La stazione meteorologica presidiata, che svolse anche funzioni di assistenza alla navigazione aerea per il Servizio Meteorologico dell'Aeronautica Militare, rimase in funzione fino agli anni Settanta del Novecento, periodo in cui venne decisa la graduale dismissione dell'area militare presso cui era ubicata.
Inoltre, i dati registrati dalla stazione meteorologica vennero pubblicati dagli anni Venti fino alla sua definitiva dismissione nei corrispondenti annali idrologici del compartimento di Venezia, redatti dal Ministero dei lavori pubblici.

## Caratteristiche
La stazione meteorologica si trovava nell'area climatica dell'Italia nord-orientale, nel Veneto, in provincia di Padova, nel comune di Vo', in località Monte Venda, a 575 metri s.l.m. e alle coordinate geografiche 45°19′N 11°41′E.

## Dati climatologici
In base alla media trentennale di riferimento 1961-1990, la temperatura media del mese più freddo, gennaio, si attesta a +1,4 °C, quella del mese più caldo, luglio, è di +21,0 °C .
| Monte Venda        | Mesi | Mesi | Mesi | Mesi | Mesi | Mesi | Mesi | Mesi | Mesi | Mesi | Mesi | Mesi | Stagioni | Stagioni | Stagioni | Stagioni | Anno |
| Monte Venda        | Gen  | Feb  | Mar  | Apr  | Mag  | Giu  | Lug  | Ago  | Set  | Ott  | Nov  | Dic  | Inv      | Pri      | Est      | Aut      | Anno |
| ------------------ | ---- | ---- | ---- | ---- | ---- | ---- | ---- | ---- | ---- | ---- | ---- | ---- | -------- | -------- | -------- | -------- | ---- |
| T. max. media (°C) | 3,3  | 4,7  | 8,6  | 13,5 | 17,3 | 22,1 | 24,7 | 24,5 | 20,6 | 14,2 | 8,8  | 4,7  | 4,2      | 13,1     | 23,8     | 14,5     | 13,9 |
| T. min. media (°C) | −0,5 | 0,3  | 3,3  | 7,1  | 10,9 | 14,8 | 17,2 | 17,2 | 14,4 | 9,4  | 4,8  | 1,1  | 0,3      | 7,1      | 16,4     | 9,5      | 8,3  |